# 2012 w literaturze
Wydarzenia literackie w 2012 roku.

## Wydarzenia

### Czechy
- W dniach 17-20 V w Pradze odbyły się targi książki i festiwal literacki Svět knihy

### Niemcy
- Od 15 do 18 marca trwały Targi Książki w Lipsku
- W dniach 10-14 X we Frankfurcie nad Menem odbyły się kolejna targi książki (Frankfurter Buchmesse)

### Polska
- W dniach 19-24 III w Gdańsku odbył się II Międzynarodowy Festiwal Literatury Europejski Poeta Wolności. Nagrodę Literacką Miasta Gdańska „Europejski Poeta Wolności” zdobył Durs Grünbein z Niemiec
- W dniach 12-15 V odbyły się w Pałacu Kultury i Nauki III Warszawskie Targi Książki
- 25 maja w Krakowie wręczono tegoroczną nagrodę Transatlantyk za popularyzację literatury polskiej na świecie, otrzymała ją chińska tłumaczka i historyk literatury polskiej Yi Lijun.
- 8 września odbyło się Narodowe Czytanie Mickiewiczowskiego Pana Tadeusza pod patronatem prezydenta Polski.
- Od 22 do 28 października w Krakowie odbywał się Festiwal im. Josepha Conrada.
- W dniach 25-28 X odbyły się 16. Targi Książki w Krakowie
- Październik: w Szczecinie ukazał się pierwszy numer nowego kwartalnika literacko-kulturalnego „eleWator”.
- Od 24 do 26 października w Katowicach trwał Krajowy Kongres Kultury Książki

## Proza beletrystyczna i literatura faktu

### Język angielski

#### Pierwsze wydania
- Cecelia Ahern – Sto imion (One Hundred Names)
- Mitch Albom – Zaklinacz czasu (The Time Keeper)
- John Irving – W jednej osobie (In One Person)
- Toni Morrison – Dom (Home)

### Język polski

#### Pierwsze wydania
- Joanna Bator – Ciemno, prawie noc (W.A.B.)
- Zofia Beszczyńska – Sny o miłości i śmierci (Oficyna Wydawnicza Volumen)
- Wacław Holewiński – Opowiem ci o wolności (Zysk i S-ka)
- Jacek Melchior – XXL. Tragikomedia erotyczna (Instytut Wydawniczy Latarnik)
- Marek Nowakowski
  - Dziennik podróży w przeszłość (Iskry)
  - Pióro. Autobiografia literacka (Iskry)
- Kazimierz Orłoś – Dom pod Lutnią (Wydawnictwo Literackie)
- Zyta Oryszyn – Ocalenie Atlantydy („Świat Książki”)
- Hanna Samson – Życie po mężczyźnie (Wydawnictwo Znak)
- Vincent V. Severski – Niewierni (Wydawnictwo Czarna Owca)
- Andrzej Stasiuk – Grochów (Wydawnictwo Czarne)
- Szczepan Twardoch – Morfina (Wydawnictwo Literackie)
- Krzysztof Varga – Trociny (Czarne)

#### Tłumaczenia
- José Eduardo Agualusa – Żony mojego ojca, przeł. Michał Lipszyc (Znak)
- Roberto Bolaño – 2666, tłum. Katarzyna Okrasko i Jan W. Rajter (Muza S.A.)
- Egon Bondy – Szaman, przeł. Arkadiusz Wierzba (Ha!art)
- Anne Brontë – Lokatorka Wildfell Hall, przeł. Magdalena Hume (Wydawnictwo MG)
- Emmanuel Carrère – Limonow, przeł. Magdalena Kamińska-Maurugeon (Wydawnictwo Literackie)
- Camilla Ceder – Śmiertelny chłód (Fruset ögonblick), przeł. Emilia Fabisiak (Wydawnictwo Czarna Owca)[1]
- Bohumil Hrabal – Perełka na dnie: Rozmowy (Czuły Barbarzyńca)
- Laura Riding – Korona dla Hansa Andersena, przeł. Julia Fiedorczuk (Biuro Literackie)
- James Joyce – Finneganów tren, przeł. Krzysztof Bartnicki (Ha!art)
- Jack Kerouac – Maggie Cassidy (Maggie Cassidy), przeł. Maciej Świerkocki (W.A.B.)[2]
- Natsuo Kirino – Wyspa Tokio (Tōkyō-jima), przeł. Renata Sowińska-Mitsui (Sonia Draga)[3]
- Sándor Márai – Znieważeni, przeł. Teresa Worowska („Czytelnik”)
- Gérard de Nerval – Śnienie i życie, przeł. Ryszard Engelking, Tomasza Swoboda (słowo obraz/terytoria)
- Eduardo Sacheri – Sekret jej oczu (La pregunta de sus ojos), przeł. Andrzej Sobol-Jurczykowski (Świat Książki)[4]
- Ninni Schulman – Dziewczyna ze śniegiem we włosach (Flickan med snö i håret), przeł. Ewa Chmielewska-Tomczak (Amber)[5]

### Pozostałe języki
- Birgül Oğuz – HA! (HAH)

## Dzienniki, autobiografie, pamiętniki

### Język polski

#### Pierwsze wydania
- Miron Białoszewski – Tajny dziennik (Znak)
- Sławomir Mrożek – Dziennik, t. 2: 1970–1979 (Wydawnictwo Literackie)
- Jerzy Zawieyski – Dzienniki, t. II (Instytut Pamięci Narodowej)

#### Tłumaczenia
- Jiří Kolář – Naoczny świadek. Dziennik z roku 1949, przeł. Renata Putzlacher-Buchtová („MOCAK”)

## Eseje, szkice i felietony

### Język polski

#### Pierwsze wydania
- Aleksander Kaczorowski – Ballada o kapciach (Wydawnictwo Czarne)
- Tadeusz Sobolewski – Człowiek Miron (Znak)
- Jarosław Marek Rymkiewicz – Głowa owinięta koszulą (Sic!)
- Krzysztof Varga – Polska mistrzem Polski (Agora)

#### Tłumaczenia
- Vladimir Nabokov – Nikołaj Gogol, przeł. Leszek Engelking (Muza S.A.)
- Georges Perec – Urodziłem się, przeł. Jan Gondowicz i in. (Lokator)

## Dramaty

### Język polski

#### Tłumaczenia
- Karel Čapek – Sprawa Makropulos: komedia w trzech aktach z przemianą, przeł. Jan Gondowicz („Axis Mundi”)
- Tennessee Williams – Tramwaj zwany pożądaniem i inne dramaty, przeł. Jacek Poniedziałek (Wydawnictwo Znak)

## Poezja

### Język polski

#### Pierwsze wydania
- Marcin Baran – Niemal całkowita utrata płynności (Wydawnictwo EMG)
- Justyna Bargielska – Bach for my baby (Biuro Literackie)
- Kazimierz Brakoniecki – Chiazma (Towarzystwo Przyjaciół Sopotu)
- Marek Czuku – Facet z szybą (Książnica Pomorska)
- Krystyna Dąbrowska – Białe krzesła (Wydawnictwo WBPiCAK)
- Julia Fiedorczuk – tuż-tuż (Biuro Literackie)
- Darek Foks – Liceum (Raymond Q)
- Magdalena Gałkowska – Toca (Zeszyty Poetyckie)
- Jerzy Górzański – Festyn (Wydawnictwo Nowy Świat)
- Marian Grześczak – Wersety jerozolimskie (pośm. „Nisza”)
- Jerzy Jarniewicz – Na dzień dzisiejszy i chwilę obecną (Biuro Literackie)
- Krzysztof Karasek – Dziennik rozbitka (Instytut Mikołowski)
- Jerzy Kronhold – Epitafium dla Lucy (Zeszyty Literackie)
- Marian Kisiel – Czułość. Wiersze (Śląsk)
- Urszula Kulbacka – Rdzenni mieszkańcy (Biblioteka Arterii)
- Piotr Matywiecki – Widownia (Wydawnictwo Literackie)
- Jarosław Mikołajewski – Na wdechu (Wydawnictwo Literackie)
- Piotr Mitzner – W oku Kuku („tCHu”)
- Tomasz Ososiński – Pięć bajek (Zeszyty Poetyckie)
- Eda Ostrowska – Echolalie („Episteme”)
- Antoni Pawlak – Mroczne tajemnice małych dziewczynek (Oficyna Literacka)
- Tomasz Pietrzak – Rekordy (MaMiKo)
- Anna Piwkowska – Lustrzanka (Zeszyty Literackie)
- Joanna Pollakówna – Wiersze zebrane (Instytut Mikołowski)
- Krystyna Rodowska – Wiersze przesiane 1968-2011 (Podkarpacki Instytut Książki i Marketingu)
- Eugeniusz Tkaczyszyn-Dycki – Podaj dalej (Wydawnictwo WBPiCAK)
- Bohdan Zadura – Zmartwychwstanie ptaszka (wiersze i sny) (Biuro Literackie)

#### Tłumaczenia
- John Ashbery – Cztery poematy, przeł. Andrzej Sosnowski (Biuro Literackie)
- Hadžem Hajdarević – Selma, przeł. Leszek Engelking, Danuta Ćirlić-Straszyńska (Oficyna Wydawnicza „Agawa”)
- Abel Murcia – Desguace personal/Osobista rozbiórka, wyd. dwujęzyczne, przeł. Wojciech Charchalis, Marta Eloy Cichocka, Leszek Engelking, Carlos Marrodán Casas, Krystyna Rodowska, Marta Szafrańska-Brandt (Czuły Barbarzyńca)
- Laura Riding – Obroty cudów, przeł. Julia Fiedorczuk (Biuro Literackie)
- Ezra Pound – Wiersze, poematy i Pieśni, wybrał, opracował i przełożył Leszek Engelking (Biuro Literackie)
- James Schuyler – Trzy poematy, przeł. Marcin Sendecki, Andrzej Sosnowski i Bohdan Zadura (Biuro Literackie)
- Tomas Tranströmer – Wiersze i proza 1954-2004, przeł. Leonard Neuger i Magdalena Wasilewska-Chmura (a5)

#### Antologie dzieł tłumaczonych
- Sześć poetek irlandzkich (Leontia Flynn, Medbh McGuckian, Paula Meehan, Sinead Morrissey, Eilean Ni Chuilleanain, Nuala Ni Dhomhnaill) – wybór i przekład Jerzy Jarniewicz (Biuro Literackie)

### Pozostałe języki
- Robert Bringhurst – Selected Poems
- Günter Grass – Eintagsfliegen
- David Wagoner – After the Point of No Return

## Prace naukowe i biografie

### Język polski
- Lidia Burska – Awangarda i inne złudzenia. O pokoleniu '68 w Polsce (słowo/obraz terytoria)
- Leszek Engelking – Chwyt metafizyczny. Vladimir Nabokov – estetyka z sankcją wyższej rzeczywistości (z datą 2011, Wydawnictwo Uniwersytetu Łódzkiego)
- Hanna Gosk (red.) – Narracje migracyjne w literaturze polskiej XX i XXI wieku (Universitas)[6]
- Bogusław Grodzicki – Leśmianowska baśń nowoczesna. O „Przygodach Sindbada Żeglarza” Bolesława Leśmiana (Wydawnictwo Uniwersytetu Marii Curie-Skłodowskiej)
- Jerzy Jarniewicz – Gościnność słowa. Szkice o przekładzie literackim (Znak)
- Dawid Jung – Wierszopisowie Kłecka w latach 1590–1623. Przyczynki do historii kultury staropolskiej (Biblioteka Staropolska, t. 1)
- Joanna Kuciel-Frydryszak – Słonimski. Heretyk na ambonie (W.A.B.)
- Grzegorz Kowalski – Duch w osobie: bohater w dramatach Juliusza Słowackiego (Uniwersytet w Białymstoku)
- Radosław Romaniuk – Inne życie. Biografia Jarosława Iwaszkiewicza (t. I, Wydawnictwo Iskry)
- Andrzej Skrendo – Przodem Różewicz (Wydawnictwo Instytutu Badań Literackich PAN)
- Tadeusz Sobolewski – Człowiek Miron (Znak)
- Michał Stefański – Lekcja maszyny. Przypadki poezji czeskiej awangardy (Instytut Slawistyki PAN)
- Karolina Szebla-Morinaga – Tajemna głębia (yūgen) w japońskiej poezji. Twórczość Fujiwary Shunzeia i jej związki z buddyzmem (Wydawnictwa Uniwersytetu Warszawskiego)
- Maria Tarnogórska – Genus ludens. Limeryk w polskiej kulturze literackiej (Wydawnictwo Uniwersytetu Wrocławskiego)

## Zmarli
- 2 stycznia – Ilse Kleberger(inne języki), niemiecka pisarka i lekarka (ur. 1921)
- 3 stycznia – Josef Škvorecký, czeski powieściopisarz, nowelista i eseista (ur. 1924)
- 12 stycznia
  - Krzysztof Gąsiorowski, polski poeta i krytyk literacki (ur. 1935)
  - Reginald Hill, angielski pisarz (ur. 1936)
- 22 stycznia – Małgorzata Baranowska, polska badaczka literatury, krytyk literacki, poetka i pisarka (ur. 1945)
- 25 stycznia – Maciej Niemiec, polski poeta, pisarz i tłumacz (ur. 1953)
- 31 stycznia – Dorothea Tanning, amerykańska poetka (ur. 1910)
- 1 lutego – Wisława Szymborska, polska poetka, laureatka Nagrody Nobla (ur. 1923)
- 3 lutego – Samuel Youd, brytyjski pisarz science-fiction (ur. 1922)
- 4 lutego – Irene McKinney, poetka amerykańska (ur. 1939)
- 6 lutego – Władysław Ogrodziński, polski prozaik i eseista (ur. 1918)
- 20 lutego – Asar Eppel, rosyjski prozaik i tłumacz, m.in. literatury polskiej (ur. 1935)
- 24 lutego – Anna Łękawa, polska poetka ludowa (ur. 1911)
- 2 marca – Stanisława Kopiec, polska poetka (ur. 1953)
- 10 marca – Jean Giraud, francuski autor komiksów (ur. 1938)
- 20 marca – Atena Paszko, ukraińska poetka (ur. 1931)
- 21 marca – Tonino Guerra, włoski poeta, pisarz (ur. 1920)
- 24 marca – Jan Winczakiewicz, polski poeta, prozaik i krytyk literacki (ur. 1921)
- 25 marca:
  - Czesław Michniak, polski prozaik (ur. 1918)
  - Antonio Tabucchi, włoski prozaik, krytyk, literaturoznawca i tłumacz, piszący również w języku portugalskim (ur. 1943)
- 27 marca – Adrienne Rich, amerykańska poetka i eseistka (ur. 1929)
- 28 marca – John Arden, angielski pisarz i dramaturg (ur. 1930)
- 3 kwietnia – Jerzy Pachlowski, polski prozaik (ur. 1930)
- 7 kwietnia – Miss Read, angielska pisarka (ur. 1913)
- 13 kwietnia – Mimi Malenšek, słoweńska pisarka i tłumaczka (ur. 1919)
- 26 kwietnia – Ardian Klosi, albański dziennikarz, tłumacz i albanista (ur. 1957)
- 28 kwietnia – Matilde Camus, hiszpańska poetka (ur. 1919)
- 8 maja – Maurice Sendak, amerykański pisarz i ilustrator dziecięcej literatury (ur. 1928)
- 15 maja – Carlos Fuentes, meksykański prozaik, dramaturg, eseista i publicysta (ur. 1928)
- 5 czerwca
  - Ray Bradbury, amerykański prozaik (ur. 1920)
  - Barry Unsworth, angielski prozaik (ur. 1930)
- 12 czerwca – Héctor Bianciotti, pisarz argentyński i francuski (ur. 1930)
- 21 czerwca – Henryk Bereza, polski krytyk literacki (ur. 1926)
- 9 lipca – Tomasz Pułka, polski poeta (ur. 1988)
- 11 lipca
  - Andrzej Krzysztof Waśkiewicz, polski poeta i krytyk literacki (ur. 1941)
  - Helena Zarachowicz, polska bibliotekarka (ur. 1926)
- 24 lipca – Jerry Ahern, amerykański pisarz science-fiction (ur. 1946)
- 29 lipca – André Weckmann, francuski poeta, prozaik i eseista (ur. 1924)
- 30 lipca – Maeve Binchy, irlandzka pisarka (ur. 1939)
- 31 lipca – Gore Vidal, amerykański pisarz (ur. 1925)
- 15 sierpnia – Harry Harrison, amerykański pisarz science fiction (ur. 1925)
- 22 sierpnia – Nina Bawden, angielska pisarka dla młodzieży (ur. 1925)
- 1 września – Jan Górec-Rosiński, polski poeta, prozaik i publicysta (ur. 1920)
- 11 września – Maria Ziółkowska, polska pisarka (ur. 1924)
- 13 września – Włodzimierz Maciąg, polski literaturoznawca i krytyk literacki (ur. 1925)
- 14 września – Louis Simpson, amerykański poeta (ur. 1923)
- 20 września – Herbert Rosendorfer, austriacki prozaik i dramaturg (ur. 1934)
- 21 września – Sven Hassel, duński pisarz, autor książek wojennych (ur. 1917)
- 22 września – Roman Śliwonik, polski poeta (ur. 1930)
- 27 września – Sławomir Sierecki, polski prozaik (ur. 1924)
- 10 października – Carla Porta Musa, włoska eseistka i poetka (ur. 1902)
- 14 października – Janusz Krasiński, polski prozaik, dramaturg i reportażysta (ur. 1928)
- 18 października – Jerzy Litwiniuk, polski tłumacz (ur. 1923)
- 19 października – Raymond Souster, kanadyjski poeta (ur. 1921)
- 23 października – Aleksandra Olędzka-Frybesowa, polska poetka, eseistka i tłumaczka (ur. 1923)
- 29 października
  - J. Bernlef, holenderski pisarz, poeta i tłumacz (ur. 1937)
  - Cordelia Edvardson, szwedzka pisarka (ur. 1929)
- 2 listopada – Han Suyin, chińska pisarka (ur. 1917)
- 19 listopada
  - Albrecht Lempp, niemiecki tłumacz literatury polskiej (ur. 1953)
  - Boris Strugacki, rosyjski pisarz s-f (ur. 1933)
- 22 listopada – Jan Trefulka, czeski prozaik (ur. 1929)
- 29 listopada – Jacek Woźniakowski, polski eseista, pisarz, historyk sztuki, tłumacz i publicysta (ur. 1920)
- 4 grudnia – Wasilij Biełow, radziecki i rosyjski pisarz (ur. 1932)
- 22 grudnia – Květa Legátová, czeska nowelistka i autorka słuchowisk (ur. 1919)

Brak daty dziennej:
- Ali Podrimja, albański poeta i prozaik (ur. 1942)

## Nagrody
- Anasoft litera – Vladimír Balla za książkę W imieniu ojca (V mene otca)
- Angelus – nagroda translatorska – Magdalena Petryńska za przekład powieści Srda śpiewa o zmierzchu w Zielone Świątki
- Feniks (nagroda SWK) – Józef Kudasiewicz
- Gwarancje Kultury TVP Kultura – (literatura) Joanna Bator za Ciemno, prawie noc
- International IMPAC Dublin Literary Award – Jon McGregor za Even the Dogs
- Literacka Nagroda Warmii i Mazur – Zbigniew Waszkielewicz za „Wujek Ziuniek. Na długie zimowe wieczory”
- Magnesia Litera – Michal Ajvaz za Ogród Luksemburski (Lucemburská zahrada)
- Międzynarodowa Nagroda Neustadt w dziedzinie literatury – Rohinton Mistry
- Nagroda Bookera – Hilary Mantel za powieść Bring Up the Bodies
- Nagroda Bursztynowego Motyla im. Arkadego Fiedlera – Paulina Wilk za Lalki w ogniu. Opowieści z Indii
- Nagroda Camõesa – Manuel António Pina(inne języki)
- Nagroda Cervantesa – José Manuel Caballero Bonald
- Nagroda Franza Kafki – Daniela Hodrová
- Nagroda Goncourtów – Jérôme Ferrari za Kazanie o upadku Rzymu (Le Sermon sur la chute de Rome)
- Nagroda im. Andrzeja Kijowskiego – Agnieszka Kołakowska za Wojny kultur i inne wojny
- Nagroda im. Bolesława Michałka – Tadeusz Lubelski za Historia niebyła kina PRL
- Nagroda im. Cypriana Kamila Norwida – Piotr Müldner-Nieckowski za tom poezji Park
- Nagroda im. Jana Długosza – Andrzej Friszke za Czas KOR-u. Jacek Kuroń a geneza Solidarności
- Nagroda im. Jerzego Giedroycia – Dariusz Kosiński  za Teatra polskie
- Nagroda Kościelskich – Andrzej Dybczak za książkę reportażową pt. Gugara
- Nagroda Literacka dla Autorki Gryfia – Magdalena Tulli za Włoskie szpilki
- Nagroda Literacka Europy Środkowej „Angelus” – Miljenko Jergović za Srda śpiewa o zmierzchu w Zielone Świątki
- Nagroda Literacka Gdynia
  - proza: Magdalena Tulli za Włoskie szpilki
  - poezja: Marta Podgórnik za Rezydencja surykatek
  - eseistyka: Marian Sworzeń za Opis krainy Gog
- Nagroda Literacka im. Józefa Mackiewicza – pośmiertnie Tomasz Merta za tom pism zebranych Nieodzowność konserwatyzmu
- Nagroda Literacka im. Kornela Makuszyńskiego – Renata Piątkowska za książkę Wieloryb
- Nagroda „Literatury na Świecie”
  - poezja: Renata Putzlacher-Buchtová
  - proza: Barbara Kopeć-Umiastowska
  - Nowa Twarz: Krzysztof Bartnicki, Maciej Płaza
- Nagroda Nautilus
  - powieść: Stefan Darda za Czarny Wygon. Bisy
  - opowiadanie: Maciej Lewandowski za Czarna Leliwa
- Nagroda Nike – Marek Bieńczyk za zbiór esejów Książka twarzy
- Nagroda Nobla – Mo Yan
- Nagroda Renaudot – Scholastique Mukasonga za Notre-Dame du Nil
- Nagroda Vilenica – David Albahari
- Nagroda Wielkiego Kalibru – Zygmunt Miłoszewski za Ziarno prawdy
- National Book Award (poezja) – David Ferry za Bewilderment: New Poems and Translations
- Ogólnopolski Konkurs Literacki „Złoty Środek Poezji” – Karol Bajorowicz za tom alteracje albo metabasis
- Orfeusz – Nagroda Poetycka im. K.I. Gałczyńskiego – Krzysztof Karasek za tom Wiatrołomy
- Paszport „Polityki” w dziedzinie literatury – Mikołaj Łoziński za powieść Książka

- Premio Nacional de Poesía – Antonio Carvajal za Un girasol flotante
- Premio Nadal – Álvaro Pombo za El temblor del héroe
- Premio Planeta – Lorenzo Silva za La marca del meridiano
- Prix Femina – Patrick Deville za Peste et Choléra
- Rosyjska Nagroda Bookera – Andriej Dmitrijew za Wieśniak i teenager (Крестьянин и тинейджер)
- T.S. Eliot Prize – Sharon Olds(inne języki) za Stag’s Leap